# Collegio uninominale Lombardia - 17
Il collegio elettorale uninominale Lombardia - 17 è stato un collegio elettorale uninominale della Repubblica Italiana per l'elezione del Senato tra il 2017 ed il 2022.

## Territorio
Come previsto dalla legge elettorale italiana del 2017, il collegio era stato definito tramite decreto legislativo all'interno della circoscrizione Lombardia.
Era formato dal territorio di 138 comuni: Abbadia Cerreto, Acquanegra Cremonese, Agnadello, Annicco, Azzanello, Bagnolo Cremasco, Bertonico, Boffalora d'Adda, Bordolano, Borghetto Lodigiano, Borgo San Giovanni, Brembio, Camisano, Campagnola Cremasca, Capergnanica, Cappella Cantone, Capralba, Carpiano, Casalbuttano ed Uniti, Casale Cremasco-Vidolasco, Casaletto Ceredano, Casaletto di Sopra, Casaletto Lodigiano, Casaletto Vaprio, Casalmaiocco, Casalmorano, Casalpusterlengo, Caselle Landi, Caselle Lurani, Castel Gabbiano, Castelgerundo, Castelleone, Castelnuovo Bocca d'Adda, Castelverde, Castelvisconti, Castiglione d'Adda, Castiraga Vidardo, Cavenago d'Adda, Cerro al Lambro, Cervignano d'Adda, Chieve, Codogno, Colturano, Comazzo, Cornegliano Laudense, Corno Giovine, Cornovecchio, Corte Palasio, Credera Rubbiano, Crema, Cremona, Cremosano, Crespiatica, Crotta d'Adda, Cumignano sul Naviglio, Dovera, Dresano, Fiesco, Fombio, Formigara, Galgagnano, Genivolta, Gombito, Graffignana, Grumello Cremonese ed Uniti, Guardamiglio, Izano, Livraga, Lodi, Lodi Vecchio, Maccastorna, Madignano, Mairago, Maleo, Marudo, Massalengo, Mediglia, Melegnano, Meleti, Merlino, Montanaso Lombardo, Monte Cremasco, Montodine, Moscazzano, Mulazzano, Offanengo, Orio Litta, Ospedaletto Lodigiano, Ossago Lodigiano, Paderno Ponchielli, Palazzo Pignano, Pandino, Paullo, Pianengo, Pieranica, Pieve Fissiraga, Pizzighettone, Quintano, Ricengo, Ripalta Arpina, Ripalta Cremasca, Ripalta Guerina, Rivolta d'Adda, Romanengo, Salerano sul Lambro, Salvirola, San Bassano, San Colombano al Lambro, San Fiorano, San Martino in Strada, San Rocco al Porto, San Zenone al Lambro, Sant'Angelo Lodigiano, Santo Stefano Lodigiano, Secugnago, Senna Lodigiana, Sergnano, Sesto ed Uniti, Somaglia, Soncino, Sordio, Soresina, Spinadesco, Spino d'Adda, Tavazzano con Villavesco, Terranova dei Passerini, Ticengo, Torlino Vimercati, Trescore Cremasco, Tribiano, Trigolo, Turano Lodigiano, Vaiano Cremasco, Vailate, Valera Fratta, Villanova del Sillaro, Vizzolo Predabissi, Zelo Buon Persico.
Il collegio era parte del collegio plurinominale Lombardia - 01.

## Eletti
| Elezione | Elezione | Senatore          | Partito           |
| -------- | -------- | ----------------- | ----------------- |
|          | 2018     | Daniela Santanchè | Fratelli d'Italia |

## Dati elettorali

### XVIII legislatura
Come previsto dalla legge elettorale, 116 senatori erano eletti con sistema a maggioranza relativa in altrettanti collegi uninominali a turno unico.
| Candidati              | Candidati                   | Voti    | %     | Liste                           | Voti    | %     |
| ---------------------- | --------------------------- | ------- | ----- | ------------------------------- | ------- | ----- |
|                        | Daniela Santanchè ✔️ Eletto | 146 541 | 48,12 | Lega                            | 89 453  | 29,38 |
| Forza Italia           | Daniela Santanchè ✔️ Eletto | 146 541 | 48,12 | 41 696                          | 13,69   |       |
| Fratelli d'Italia      | Daniela Santanchè ✔️ Eletto | 146 541 | 48,12 | 12 966                          | 4,26    |       |
| Noi con l'Italia - UDC | Daniela Santanchè ✔️ Eletto | 146 541 | 48,12 | 2 476                           | 0,81    |       |
|                        | Valentina Lombardi          | 70 606  | 23,19 | Partito Democratico             | 61 223  | 20,11 |
| +Europa                | Valentina Lombardi          | 70 606  | 23,19 | 6 830                           | 2,24    |       |
| Civica Popolare        | Valentina Lombardi          | 70 606  | 23,19 | 1 281                           | 0,42    |       |
| Italia Europa Insieme  | Valentina Lombardi          | 70 606  | 23,19 | 1 272                           | 0,42    |       |
|                        | Danilo Toninelli            | 67 693  | 22,23 | Movimento 5 Stelle              | 67 693  | 22,23 |
|                        | Paolo Bodini                | 8 559   | 2,81  | Liberi e Uguali                 | 8 559   | 2,81  |
|                        | Rudy Bruschi Robusti        | 3 268   | 1,07  | CasaPound                       | 3 268   | 1,07  |
|                        | Sabina Giordano             | 2 524   | 0,83  | Italia agli Italiani            | 2 524   | 0,83  |
|                        | Mario Lottaroli             | 2 262   | 0,74  | Potere al Popolo!               | 2 262   | 0,74  |
|                        | Paola Merlini               | 1 874   | 0,62  | Il Popolo della Famiglia        | 1 874   | 0,62  |
|                        | Giuseppe Albanesi           | 830     | 0,27  | Per una Sinistra Rivoluzionaria | 830     | 0,27  |
|                        | Simona Acerbi               | 346     | 0,11  | PRI - ALA                       | 346     | 0,11  |
| Totale                 | Totale                      | 304 503 | 100   |                                 | 304 503 | 100   |
|                        |                             |         |       |                                 |         |       |
| Voti non validi        | Voti non validi             | 9 627   | 3,06  |                                 |         |       |
| Votanti                | Votanti                     | 314 130 | 77,34 |                                 |         |       |
| Elettori               | Elettori                    | 406 180 |       |                                 |         |       |